# Nowy cmentarz żydowski w Radzyniu Podlaskim
Nowy cmentarz żydowski w Radzyniu Podlaskim – kirkut mieści się przy ul. Lubelskiej. Ma powierzchnię 0,69 ha. Powstał na początku XX wieku. W czasie II wojny światowej uległ dewastacji. Po 1945 był również okradany. Zachowały się nieliczne macewy lub ich fragmenty. Teren jest zadbany. Na terenie kirkutu mieści się obelisk ku czci ofiar Holocaustu.